# パナマ運河条約
パナマ運河条約（パナマうんがじょうやく）は、大コロンビア領パナマが独立した1903年に、アメリカ合衆国とパナマとの間で結ばれた閉鎖条約のことをいう。
パナマ運河と運河地帯（運河の中心から両側5マイルずつ（幅16km））の永久租借権と運河の建設、管理運営権、軍事警察権をアメリカに与える条約である。1977年に締結された「パナマ運河条約及びパナマ運河の永久中立と運営に関する条約（新パナマ運河条約）」による1999年12月31日の返還まで、アメリカがパナマ運河を管理運営し、支配してきた。
新パナマ運河条約により、パナマ運河の管理運営権はパナマに委譲され、全ての国の無害通航に対して平等に開放するとされたが、有事の際にアメリカ軍が介入する権利を留保している。